# Сабуров Петро Федорович
Сабу́ров Петро́ Фе́дорович (1746 — не раніше 1805) — слобідсько-український губернатор у 1798—1800 роках, будівельник Сабурової дачі (м. Харків).

## Біографія
Народився сім'ї бригадира Федора Васильовича Сабурова (1717—1790) та його другої дружини Надії Іванівни (1725—1786), до шлюбу Каминіної. У Петра Федоровича були брати: Олексій Федорович (дійсний таємний радник), Іван Федорович (генерал-майор), Василь Федорович (бригадир).
До 1770 року Петро Федорович перебував на військовій службі в Ізмайловському лейб-гвардії полку.  Під час служби мав чини: рядовий (1759), капрал (1761), фур'єр (1762), сержант (1763), підпоручник (1769).
У травні 1770 року влаштувався прокурором Охтирську канцелярію, через три роки ставши губернським прокурором Слобідської України. В 1780 році очолив перший департамент Верхнього земського суду, з 1784 року голова палати кримінального суду.
У червні 1798 року статський радник Сабуров Петро Федорович отримав посаду віцегубернатора в Рязань, де був підвищений у чині до дійсного статського радника.
У грудні 1798 року російський імператор Павло I призначив Петра Федоровича  губернатором Слобідсько-української губернії. Обіймав цю посаду до липня 1800 року.

## Родина
Петро Федорович Сабуров був одружений тричі:
- Перша дружина — Катерина Степанівна Кондратьєва, дочка одного з найбагатших поміщиків Слобожанщини. Родина Кондратьєвих, вельми впливова на Слобідській України, старшинсько-козацька за походженням, її представники майже безперервно займали полковницький уряд в Сумському козацькому полку і епізодично в Охтирському козацькому полку, крім того були старшиною і в других слобідських полках;
- Друга дружина — Катерина Олексіївна Спиридова (пом. 1778), племінниця адмірала Спиридова Григорія Андрійовича;
- Третя дружина — Ганна Андріївна Суровцова; за заповітом 1803 року передавала цінності в Охтирський Свято-Троїцький монастир.

Завдяки вдалим шлюбам Петро Федорович накопичив солідний стан у 1200 душ. 
У трьох шлюбах мав трьох синів і двох дочок, з яких одна була душевнохворою, а інша (Ганна) стала дружиною Скалона Олександра Антоновича (1770-1851), який згодом став таємним радником.

## Вшанування пам'яті
Пам'ять про губернатора Сабурова залишилася в назві Сабурової дачі, його заміського палацу в околицях Харкова, яка зважаючи на хворобливий психічний стан дочки, була передана їм у розпорядження місцевого будинку божевільних. Будівлі палацу губернатора, підсобних служб та стайні збереглася на території лікарні донині.